# Sudo
sudo (z ang. super user do) – program stosowany w systemach operacyjnych GNU/Linux, Unix i podobnych, w celu umożliwienia użytkownikom uruchomienia aplikacji, jako inny użytkownik systemu. Najczęściej służy ono do uruchamiania aplikacji zarezerwowanych dla administratora zwanego rootem.
Dostęp do tego narzędzia kontroluje zazwyczaj plik /etc/sudoers, w którym wymienieni są wszyscy użytkownicy mogący używać sudo oraz programy, które w ten sposób mogą uruchomić. Edycja tego pliku pozwala kontrolować i zarządzać sudo.
Możliwość korzystania z tego przydatnego, lecz potencjalnie niebezpiecznego narzędzia użytkownik uzyskuje po podaniu swego hasła, co ma utrudnić wykorzystanie programu przez niepowołane osoby.
Przykładem bardzo niebezpiecznego użycia jest początkowa konfiguracja w Ubuntu 7.04 dająca jedynemu użytkownikowi dostęp do wszystkiego po ponownym podaniu swojego hasła.
Znacznie bezpieczniej jest udostępnić tylko wybrane komendy wybranym użytkownikom. Przy okazji można dla niektórych programów zrezygnować z podawania hasła, np.
```
%sudo ALL=NOPASSWD: /usr/sbin/iptraf, /usr/sbin/arp
```

ułatwia użytkownikom należącym do grupy "sudo" analizę pracy sieci, a dodanie aliasów:
```
alias iptraf='sudo /usr/sbin/iptraf'
alias arp='sudo /usr/sbin/arp'
```

do zbioru .bashrc w katalogu domowym użytkownika, pozwoli używać ich identycznie jak roota.
W środowiskach graficznych do edycji konfiguracji /etc/sudoers można użyć interfejsów gksudo lub kdesu.
Od wersji Windows 11 24H2 polecenie sudo pojawiło się w Ustawieniach dla dewelopera.